# Lonnie Kjer
Lonnie Kjer (Middelfart, 28. studenog 1972.), danska pjevačica. Predstavljala je Dansku na Pjesmi Eurovizije 1990. s pjesmom "Hallo Hallo". Završila je 8. s 64 boda. 1991. je izdala svoj prvi album.